# Stenocercus erythrogaster
Stenocercus erythrogaster este o specie de șopârle din genul Stenocercus, familia Tropiduridae, descrisă de Hallowell 1856. Conform Catalogue of Life specia Stenocercus erythrogaster nu are subspecii cunoscute.

## Galerie

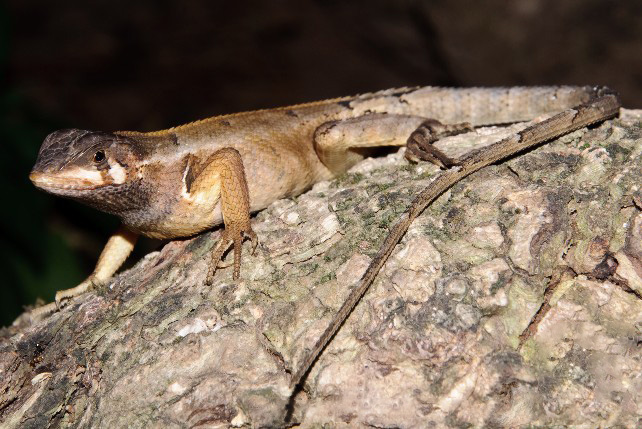